# Peratophyga hyalinata
Peratophyga hyalinata là một loài bướm đêm trong họ Geometridae.